# Willem Jacob Herreyns

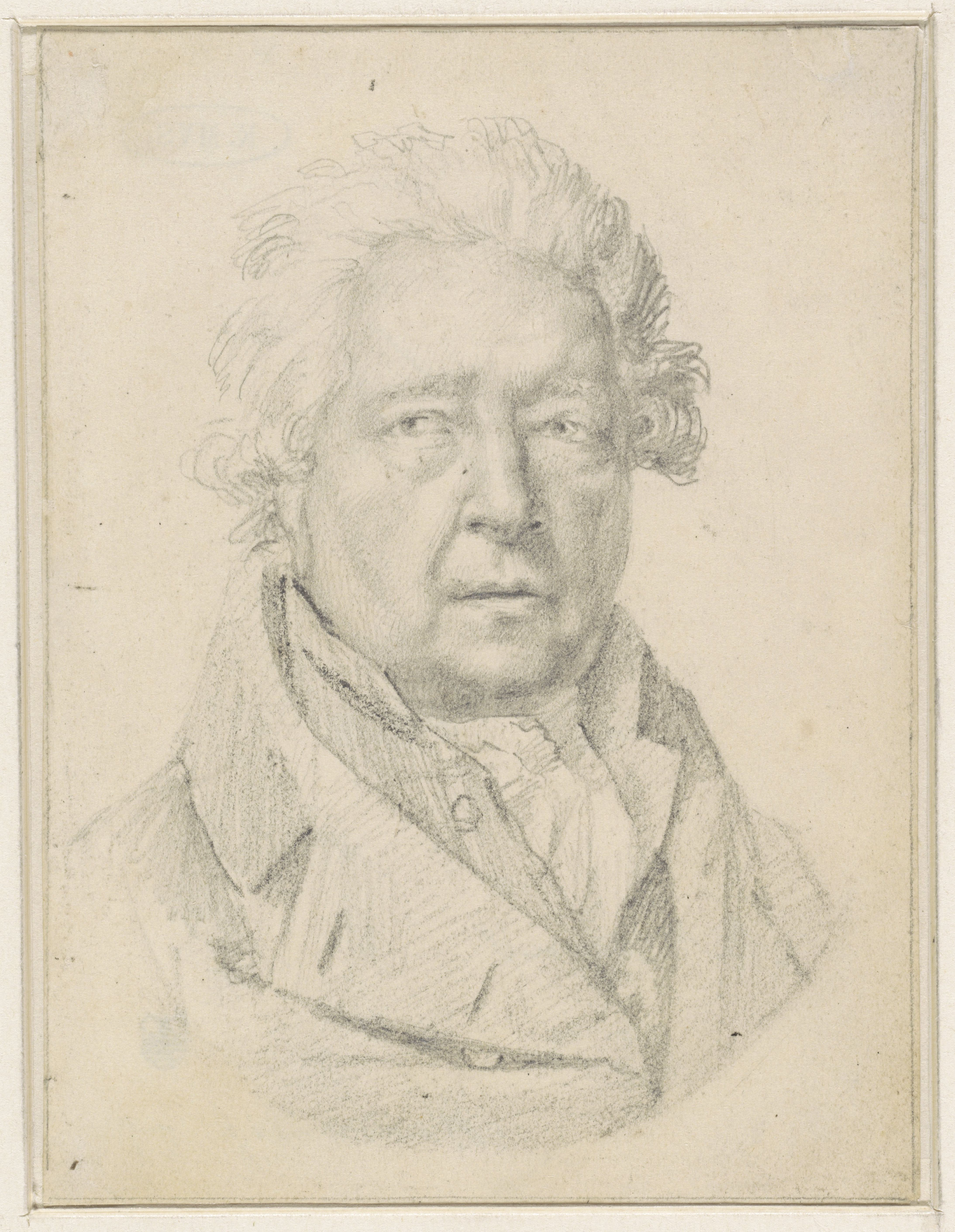
Selbstporträt
Rijksmuseum Amsterdam

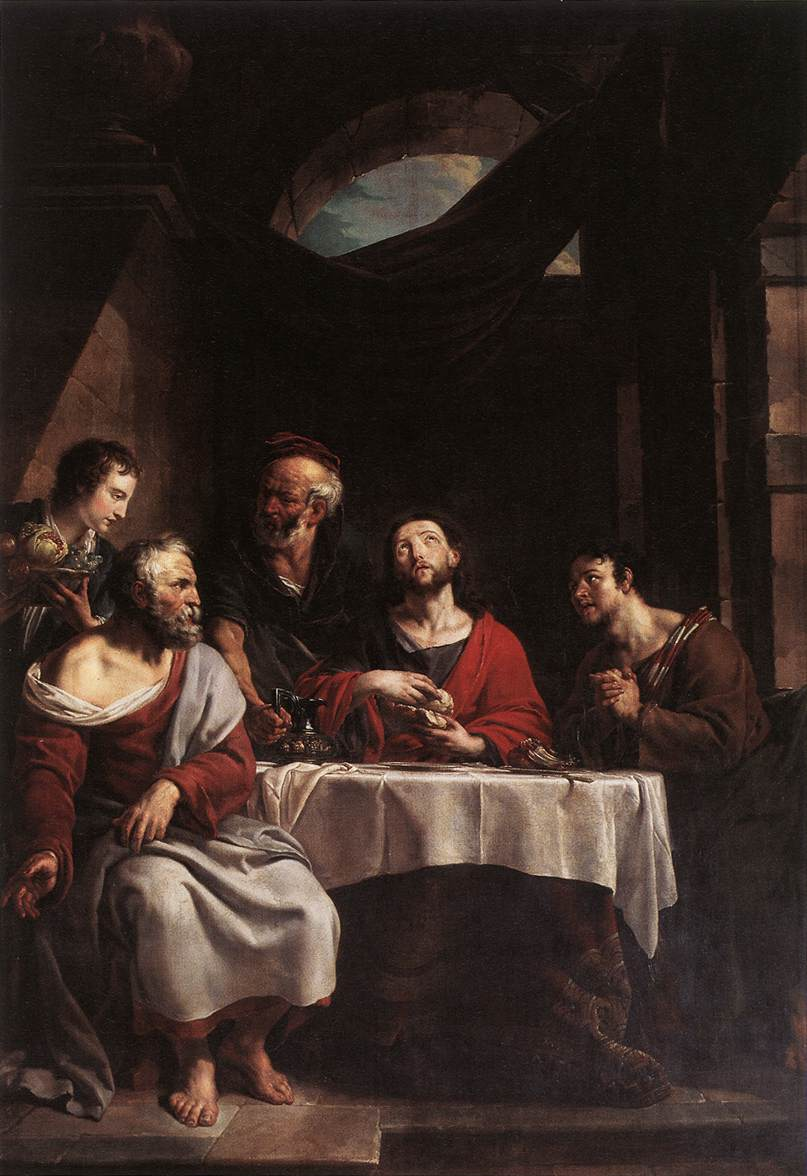
Supper at Emmaus
Liebfrauenkathedrale Antwerpen

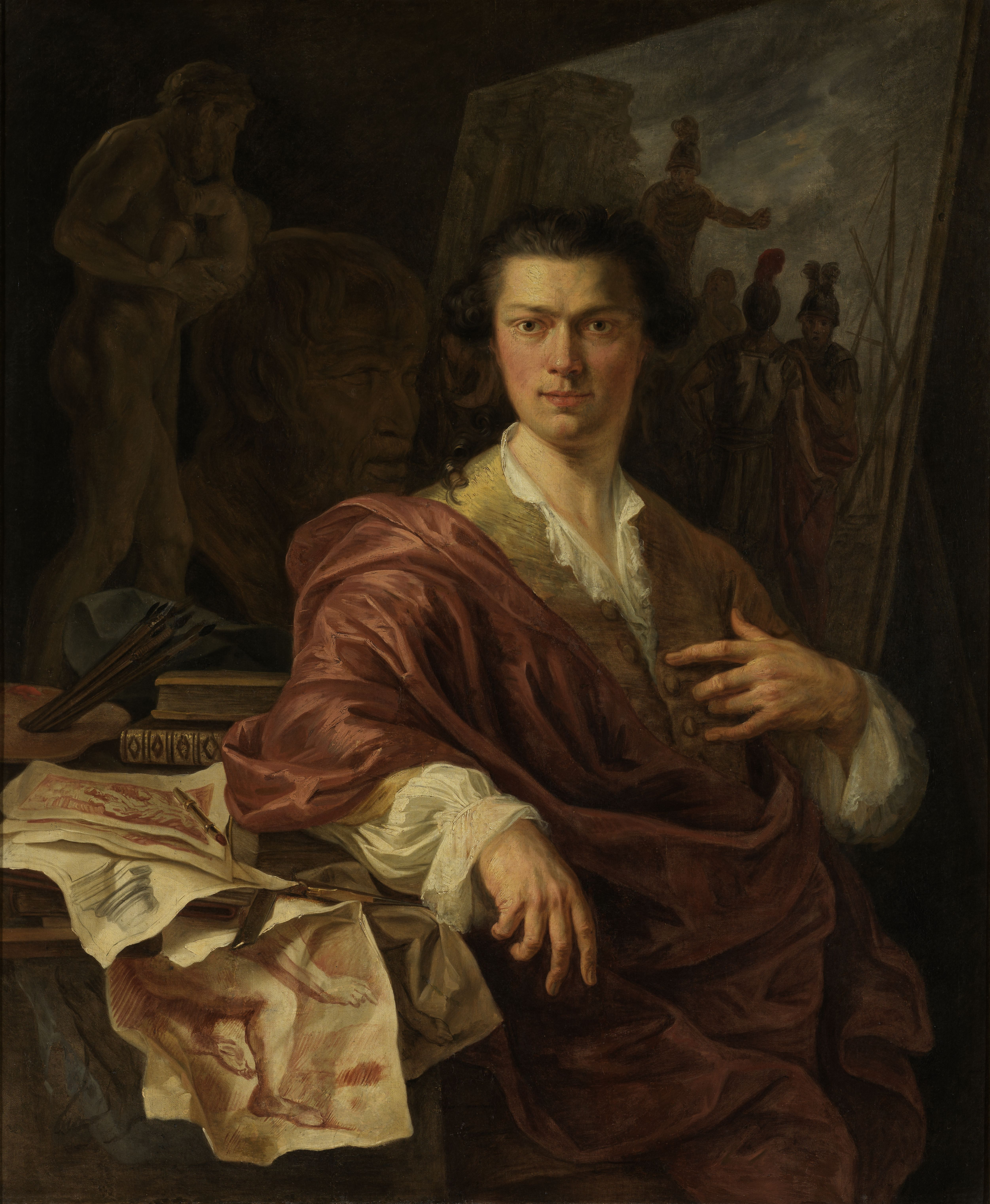
Portrait of Artist A. C. Lens
Königl. Museum der Schönen Künste Antwerpen

Willem Jacob Herreyns (Guillaume-Jacques Herreyns, * 10. Juni 1743 in Antwerpen; † 10. August 1827 ebenda) war ein flämischer Porträt- und Historienmaler hauptsächlich religiöser Motive in der Tradition von Rubens.

## Leben
Willem Jacob Herreyns stammte aus einer Familie von Antwerpener Künstlern. Sein Vater Jakob III. Herreyns, Maler und Dekorateur, und sein Onkel William, ein Bildhauer, waren seine ersten Lehrer. Er studierte danach an der Akademie der Schönen Künste in Antwerpen, wo Balthasar Beschey (1708–1776) einer seiner Lehrer war. Nachdem er im Jahre 1764 die Akademie abgeschlossen hatte, wurde er im Folgejahr zum Professor für Geometrie und Perspektive an der Akademie ernannt, wo er bis 1767 blieb. Ebenfalls 1767 ließ der Große Rat von Mechelen zu Lasten der Landesregierung durch Herreyns eine Serie von Zeichnungen anfertigen, die die wichtigsten Ereignisse in der Geschichte der Niederlande darstellen sollten. Diese Zeichnungen wurden später unter der Regierung Maria Theresias ausgestellt.
Nachdem er zeitweise auf Reisen war, wurde er ab 1771 in Mechelen ansässig, wo er 1772 mit Erfolg eine private Malschule gründete. 1780 erhielt er von König Gustav III. von Schweden den Titel Hofmaler, nachdem dieser eines seiner Bilder in der Sint-Michielsabdij gesehen hatte. Im folgenden Jahr besuchte Kaiser Joseph II. sein Atelier, aus diesem Anlass fertigte er ein Porträt des Kaisers.
Während der französischen Besatzung hatte er seinen Wohnsitz wieder in Antwerpen. Hier wurde er ab 1796 Professor an der École centrale. Nach der Reorganisation der Antwerpener Akademie im Jahre 1804 wurde er zum Direktor der Académie de Peinture, Sculpture et Architecture de la Ville d'Anvers ernannt. Diese Funktion übte er bis zu seinem Tode im Jahre 1827 aus.
Seit 1816 war er Mitglied der Königlich Niederländischen Akademie der Wissenschaften (Koninklijk Instituut, vierde klasse).

## Werke (Auswahl)
- Ester beschuldigt Haman voor Ahasveros (Ester 7:1-17), 1788[2]
- De maaltijd in Emmaus, 1798, St. Janskerk, Mechelen[2]
- Christus en de Emmaüsgangers, 1808, Onze-Lieve-Vrouwekathedraal, Antwerpen
- Portret van schilder Andries Cornelis Lens, Koninklijk Museum voor Schone Kunsten, Antwerpen
- Portret van Keizer Jozef II. Museum Hof van Busleyden, Mechelen[3]